# Quadrangle des Pandrosos Dorsa
Le quadrangle de Pandrosos Dorsa (littéralement : quadrangle des rides de Pandrose), aussi identifié par le code USGS V-5, est une région cartographique en quadrangle sur Vénus. Elle est définie par des latitudes comprises entre 50° et 75° N et des longitudes comprises entre 180° et 240° E,. Il tire son nom de Pandrosos Dorsa.